# Doubt
Pour le film avec Meryl Streep et Philip Seymour Hoffman, voir Doute (film).
Autre
Doubt (-ダウト-, Dauto), également appelé Rabbit Doubt (ラビット・ダウト, Rabitto Dauto), est un Seinen manga écrit et dessiné par Yoshiki Tonogai. Sa parution a débuté au Japon le 12 juillet 2007 dans Monthly Shōnen Gangan et s'est achevée le 12 février 2009. La version française est éditée par Ki-oon depuis le 27 août 2009 et s'est terminée avec la sortie du tome 4 le 10 juin 2010.

## Histoire
Au Japon, le jeu Rabbit Doubt fait fureur. Les règles sont simples, les joueurs sont des lapins dans une colonie, et l'un d'eux est secrètement désigné comme étant le loup. À chaque tour, le loup dévore un lapin, et les lapins restants doivent essayer de démasquer le loup. La partie se termine une fois que le loup est démasqué ou lorsque tous les lapins ont été mangés.
Cinq joueurs de Rabbit Doubt, Yū Aikawa, Eiji Hoshi, Haruka Akechi, Rei Hazama, Hajime Komaba (qui n'est pas venu à la suite d'une urgence à sa fac) ainsi que Mitsuki Hōyama (qui n'est pas au départ une joueuse) décident de se rencontrer pour se connaitre et passer du temps ensemble. Mais au cours de la journée, les jeunes gens sont rendus inconscients et se réveillent dans un hôpital désaffecté aux côtés de Hajime Komaba, le joueur qui n'avait pas pu être présent à la rencontre. Ils découvrent que Rei a été assassinée et comprennent vite que l'un d'entre eux a décidé que Rabbit Doubt se jouerait dans la vraie vie. Leur seul moyen de s'en sortir sera de démasquer le loup et de le tuer.

## Personnages
Yū Aikawa
Étudiant gentil et attentionné, il sait faire preuve de sang froid mais passe aussi à l'action si nécessaire. Il est également l'ami d'enfance de Mitsuki, et est le personnage principal.
Eiji Hoshi
De tempérament très impulsif, Eiji est un voyou qui manque certes d'un peu de tact mais qui reste sympathique. On apprendra par la suite qu'il traine derrière lui un passé violent.
Haruka Akechi
Jolie et avenante, Haruka est de nature joyeuse et aime s'amuser. Néanmoins elle semble cacher une partie de sa vraie personnalité, elle aime bien taquiner Eiji.
Hajime Komaba
Étudiant en médecine, Hajime est le cerveau de l'équipe, se montrant d'un calme et d'une froideur imperturbable le rendant parfois suspect.
Rei Hazama
Cette jeune fille frêle était autrefois connue pour son don d'hypnose avant de perdre toute crédibilité. Sa vie devint un enfer, pour elle et ses parents. Après une tentative de suicide ratée, elle se déplace en chaise roulante.
Mitsuki Hōyama
Mitsuki est l'amie d'enfance de Yû. Elle est dotée d'un grand sens de la justice et de l'ordre et se retrouve malgré elle piégée dans l'hôpital psychiatrique où se déroule le Rabbit Doubt.

## Manga
Un coffret regroupant l'intégrale de la série est sorti le 24 novembre 2011 en France.

### Liste des chapitres
| no | Japonais         | Japonais          | Français         | Français          |
| no | Date de sortie   | ISBN              | Date de sortie   | ISBN              |
| --- | ---------------- | ----------------- | ---------------- | ----------------- |
| 1 | 22 décembre 2007 | 978-4-7575-2180-3 | 27 août 2009     | 978-2-35592-085-1 |
| Liste des chapitres : Doubt.1 [Player] Doubt.2 [Game Start] Doubt.3 [Key Item] Doubt.4 [Go On]                                      |                  |                   |                  |                   |
| 2 | 22 mai 2008      | 978-4-7575-2278-7 | 12 novembre 2009 | 978-2-35592-110-0 |
| Liste des chapitres : Doubt.5 [File] Doubt.6 [Restraint] Doubt.7 [Traitor] Doubt.8 [Disappear] Doubt.9 [Incoming]                   |                  |                   |                  |                   |
| 3 | 22 octobre 2008  | 978-4-7575-2404-0 | 11 février 2010  | 978-2-35592-128-5 |
| Liste des chapitres : Doubt.10 [Compulsion] Doubt.11 [Parting] Doubt.12 [Solution] Doubt.13 [An End] Doubt.14 [Reason]              |                  |                   |                  |                   |
| 4 | 22 mai 2009      | 978-4-7575-2563-4 | 10 juin 2010     | 978-2-35592-168-1 |
| Liste des chapitres : Doubt.15 [Last Chance] Doubt.16 [Avenger] Doubt.17 [Photo] Doubt.18 [Lost] Doubt.19 [Truth] Doubt.20 [Ending] |                  |                   |                  |                   |